# Luna Ki
Luna Górriz (Barcelona, 11 de febrero de 1999), más conocida por su nombre artístico Luna Ki, es una cantante española de raíz cubana. Se dío a la fama por primera vez en 2019, gracias a su single Septiembre, y en 2022, volvió a saltar a la fama después de su participación en el festival Benidorm Fest 2022. Luna destaca por su activismo en el campo de los derechos del colectivo LGTB y la salud mental, temas los cuales vemos muy presentes en sus letras.

## Trayectoria

### 2018-2020: Inicios
Luna nació en la ciudad Barcelona, y allí vivió hasta terminar sus estudios de bachillerato de artes en la Escuela Massana. Además, se formó durante 7 años en el Conservatorio Superior de Música del Liceo. Luna, describe estes años de su vida como una adolescencia muy difícil, llegando al punto de autolesionarse e intentar quitarse la vida.
En 2018 se mudó a Madrid para estudiar moda, carrera la cual dejó 1 año después para dedicarse exclusivamente a su pasión, la musica. Ahí, conoció a otros artistas, entre ellos Khaled, del grupo Pxxr Gvng, con quién compartía sótano.
El principio de la carrera musica de Luna tiene lugar cuando comenzó a pinchar en las fiestas de Infierno, epicentro del boom de la escena musical underground trap española en el momento. Publicó en Soundcloud una primera versión de su canción «Septiembre» grabada con su móvil.
Más tarde regresó con sus padres, según cuenta: "No podía mirar a mis padres a la cara. Había dejado la universidad y tenía una deuda de mil euros por el piso". En 2019, su padre accedió a darle 15 euros para publicar en internet su primera canción, «Septiembre» de manera oficial. Junto a ella lanzó su EP «Unknown, 2034». A fecha de 2025, «Septiembre» acumula 17 millones de escuchas en Spotify y 6.8 millones de reproducciones en su videoclip en YouTube, además de haber sido certificado como disco de oro por PROMUSICAE.
Tras la viralización de «Septiembre», lanzaría el videoclip de dos canciones de su EP: «Trance» y la propia «Septiembre». Después de este gran éxito, en noviembre de ese mismo año (2019) lanza «Buenos Días», canción que más tarde pertenecería a su primer álbum CL34N.

### 2021-2022: Benidorm Fest y CL34N
Más tarde crearía nueva música y colaboraría con cantantes españoles como Kenya Racaile o Bejo. A partir de febrero de 2021, Luna lanza varios sencillos que formarían parte de su álbum debut: «Disney», junto a Babi, «FAKE» y «Putón».
El 10 de diciembre de 2021 se anuncia que concursaría en el Benidorm Fest 2022 con su canción «Voy A Morir», concurso por el cual se elegirían a los representantes de España para el Festival de la Canción de Eurovisión de 2022, aunque casi es descalificada por haber cantado dicha canción previamente en un concierto en septiembre de 2020. Esta canción habla de la muerte y formaría parte de su primer álbum. Unos días antes del festival, Luna anunció su retirada del Benidorm Fest. Esta se debió al hecho de no poder utilizar Auto-Tune en el certamen, cuyo uso está desestimado por la normativa de Eurovisión. Esta renuncia reavivó en España el debate sobre el uso del Auto-Tune. A principios de febrero lanzó una versión sinfónica de la canción en una «Gallery Session» y a finales de este mismo mes lanza el videoclip oficial de «Voy A Morir», haciendo referencia a toda la polémica.
El 2 de marzo publica «Febrero», otra canción de su álbum, que había adelantado previamente en TikTok. Esta canción serviría como secuela de su mayor hit hasta entonces, «Septiembre». El último adelanto de su disco sería «Piketaison», junto a Lola Índigo, publicado a finales de abril.
Tras presentarlo el 31 de marzo en Madrid y en Sevilla y Granada en mayo. El 20 de mayo de 2022 Luna lanza «CL34N», su álbum debut, que incluye 15 canciones. Además el 27 de mayo con un concierto en Barcelona, y más tarde cantando tanto en festivales, como el Holika, como en conciertos propios. Además, actuaría en el Orgullo de Barcelona. En septiembre lanza el que sería el último videoclip del álbum, el de su canción «Dispara». En octubre, organiza una exposición sobre «CL34N» en Madrid, que recogía los elementos visuales que inspiraron a Luna para hacer el álbum. El 28 de octubre lanzó "Atake", un sencillo que más tarde formaría parte de la edición deluxe en edición vinilo de CL34N, junto con el Bloody Remix de "Dispara (Garabatto Remix)" lanzado el 30 de septiembre y "Buenos Días (Rock)" el 6 de diciembre. El remix de Dispara fue el único de los tres sencillos que recibió un videoclip.

### 2023-presente: Sencillos, "Enero" y GDC
Su primer lanzamiento en 2023 se produciría el 17 de marzo: "La Partida", canción "inspirada en la cultura de la cancelación y el odio que contamina e intoxica las redes sociales".Le seguiría "Play Doh", junto a su hermano Pablo Escobarras lanzada el 14 de abril.El 23 de junio lanzó "Ya no late", junto a la dominicana Lennis Rodríguez.
Más adelante, tras varios snippets a lo largo del mes de agosto, Luna lanzó "Par De Vistos" el 1 de septiembre. La canción fue interpretada por Luna en La Mercé 2023 en Barcelona y el festival Brava Madrid. En el primero de estos conciertos también presentó el que sería su siguiente sencillo "Vagón Rojo" junto Dyce estrenado el 3 de noviembre. A finales de ese mes se anunció que a partir del día 30 se dejaría de vender el merch de la era de CL34N y anteriores "para dar paso a la nueva era".
El 13 de diciembre Luna y allnightproducer colaboraron en el remix de "MARILYN MONROE" de la mano de KYNE para su disco de remixes. Ese mismo mes, las publicaciones de su cuenta de Instagram se borraron dando paso a una nueva era. El 22 de diciembre anunció "Enero", el sencillo principal de su próximo proyecto discográfico. La canción se estrenó el 1 de enero y su lanzamiento se ha acompañado con la venta en físico del CD de la canción y merchandising.
El 16 de enero Luna anunció su segundo EP "Generación De Cristal" (GDC) con fecha de lanzamiento para marzo de 2024. En abril Luna iniciará una serie de shows por España pasando por Murcia el día 4, Valencia, el día 5, Madrid el día 25 y Barcelona el 10 de mayo. A finales de junio Luna sería una de las headliners para el festival Cabo de plata en Cádiz. El 2 de febrero lanzó el segundo sencillo del proyecto, "Cuatro Bodas" acompañado de la superproducción de su videoclip. Ese día acudió a una entrevista con Europa FM en la que se reveló la fecha de lanzamiento del EP, el cual saldrá el 1 de marzo. El 8 de marzo anunció el GDC Tour completo añadiendo fechas en el Atlantic Pride de A Coruña (12 de julio) y en Cáceres (26 se septiembre). Más tarde, el 5 de abril, Luna lanzó "HARAKIRI", canción para la banda sonora de la película "Menudas Piezas", estrenada el día 12.

## Estilo e influencias
Luna tiene una gran variedad de referentes, como Michael Jackson, Lady Gaga, Lenny Kravitz, Gwen Stefani, Riff Raff, Ivy Queen, Shakira o Lil Peep. Mezcla géneros como el Trap y el Hyperpop, y utiliza Auto-Tune. A esto se le suma una estética futurista en sus videoclips.
La revista Billboard describe su tema «GANADOR» como una canción eléctrica a medio camino entre el reguetón y el neopop.

## Discografía

### Álbumes de estudio
| Título | Detalles                                                                                              | Listas |
| Título | Detalles                                                                                              | SPA    |
| ------ | --- | ------ |
| CL34N  | - Lanzamiento: 20 de mayo de 2022 - Discográfica: Independiente - Calificación de Jenesaispop: 7.5/10 | 34     |

### Extended plays
| Título                | Detalles                                                          | Listas |
| Título                | Detalles                                                          | SPA    |
| --------------------- | ----------------------------------------------------------------- | ------ |
| Unknown, 2034         | - Lanzamiento: 9 de febrero de 2019 - Discográfica: Independiente | -      |
| Generación De Cristal | - Lanzamiento: Marzo 2024 - Discográfica: Independiente           |        |

### Sencillos
- «Trance» (2019)
- «Septiembre» (2019) (PROMUSICAE: Oro )[6]
- «Buenos días» (2019)
- «Rivotril» (con Kenya Racaile) (2020)
- «Por no estar» (2020)
- «Bolita» (2020)
- «Dolphin» (con Bejo) (2020)
- «Disney» (con Babi) (2021)
- «FAKE» (2021)
- «Putón» (2021)
- «Voy a Morir» (2022)
- «Piketaison» (con Lola Índigo) (2022)
- «Dispara» (2022)
- «Dispara (GARABATTO REMIX)» (con GARABATTO) (2022)
- «La Partida» (2023)
- «Play Doh» (con Pablo Escobarras) (2023)
- «Par De Vistos» (2023)
- «Vagón Rojo» (con Dyce) (2023)
- «Enero» (2024)
- «Cuatro bodas» (2024)
- «HARAKIRI» (2024) (BSO: «Menudas piezas»)
- «Bachata Sin Pijama» (2024)
- «Una Venda» (con Vicco) (2025)

### Sencillos promocionales
- «GANADOR» (2020)
- «Febrero» (2022)
- «Buenos Días (Rock)» (2022)
- «Atake» (2022)
- «Ya No Late» (con Lennis Rodríguez) (2023)
- «Siamesas» (con Mala Rodríguez) (2025)

### Apariciones especiales
- «Nave Espacial» (con Vanity Vercetti y Digital Geass) (2020)
- «MARILYN MONROE - LUNA KI & ALLNIGHT REMIX» (con KYNE y allnightproducer) (2023)

### Tours
- 2034 Tour (2020)
- CL34N TOUR (2022 - 2023)
- GDC Tour (2024)

## Vida personal
Se identifica como una persona de género no-binario y queer. Rechaza de etiquetar su orientación sexual.

## Filmografía
| Año  | Serie    | Personaje | Canal   | Notas      | Ref.   |
| ---- | -------- | --------- | ------- | ---------- | ------ |
| 2022 | Fanático | Cameo     | Netflix | 1 episodio | [ 24 ] |